# Stipagrostis prodigiosa
Stipagrostis prodigiosa är en gräsart som först beskrevs av Friedrich Welwitsch, och fick sitt nu gällande namn av De Winter. Stipagrostis prodigiosa ingår i släktet Stipagrostis och familjen gräs. Inga underarter finns listade i Catalogue of Life.